# Wilhelmjstraße 5 (Usingen)

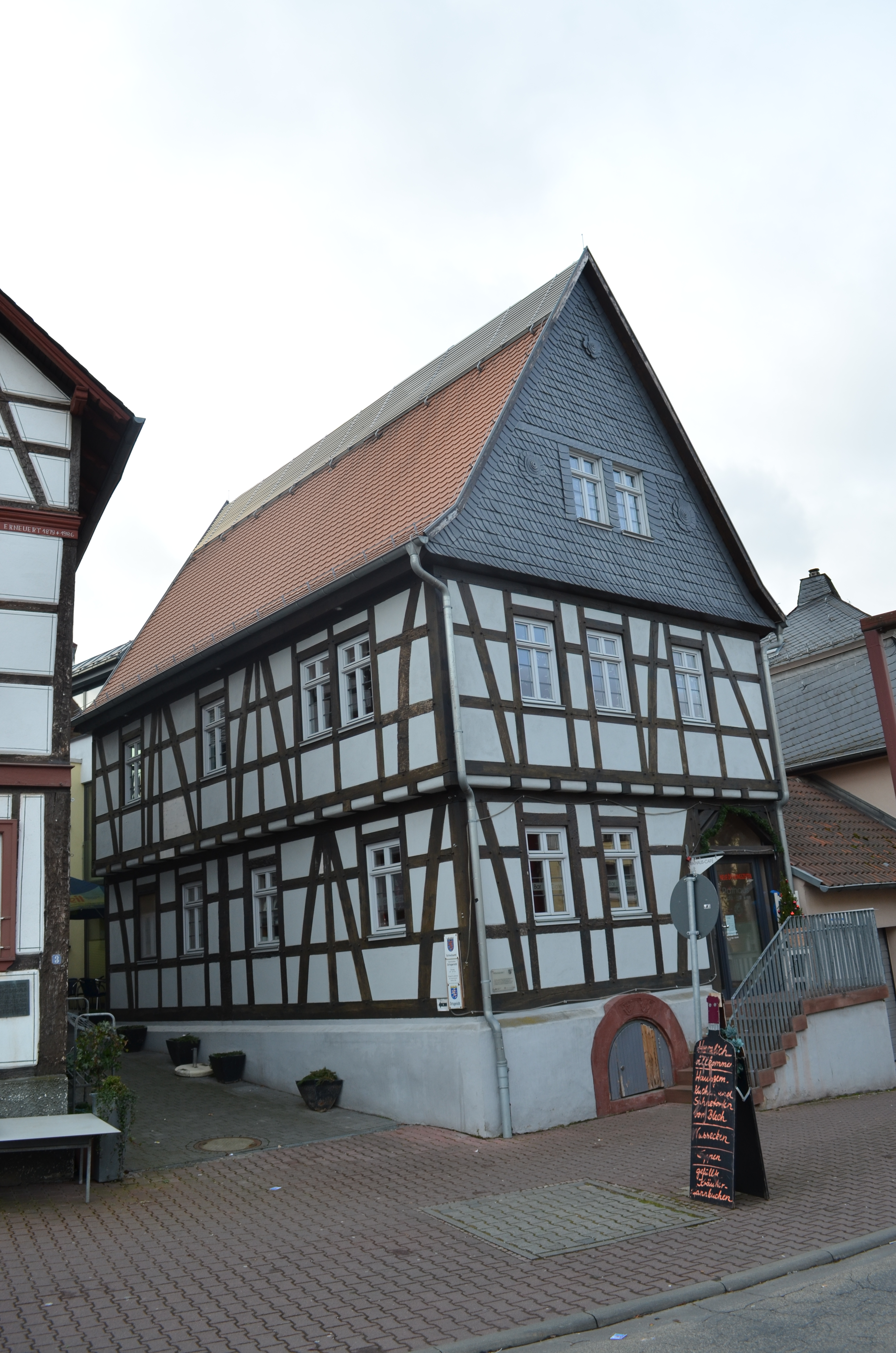
Haus Wilhelmjstraße 5 in Usingen

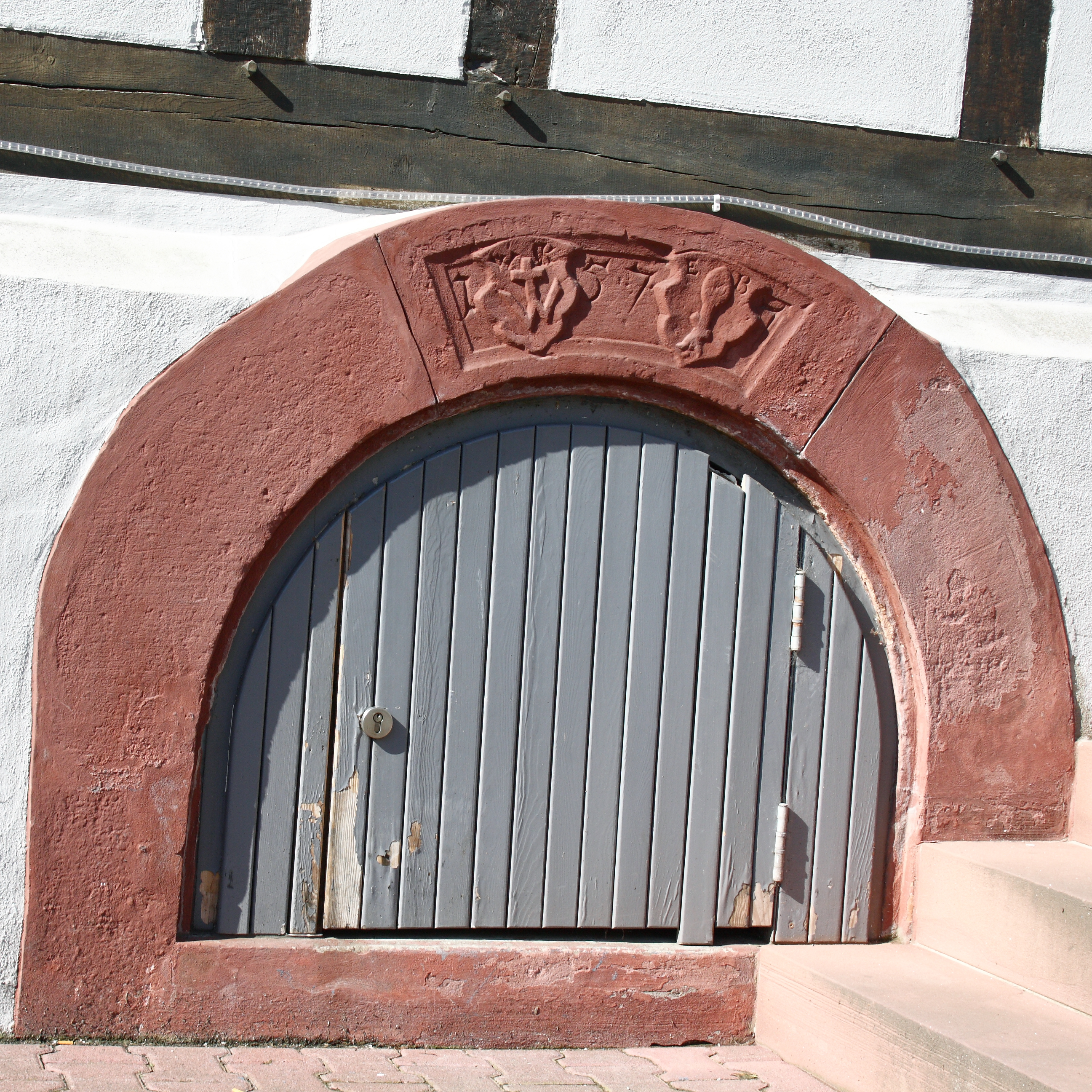
Kellereingang

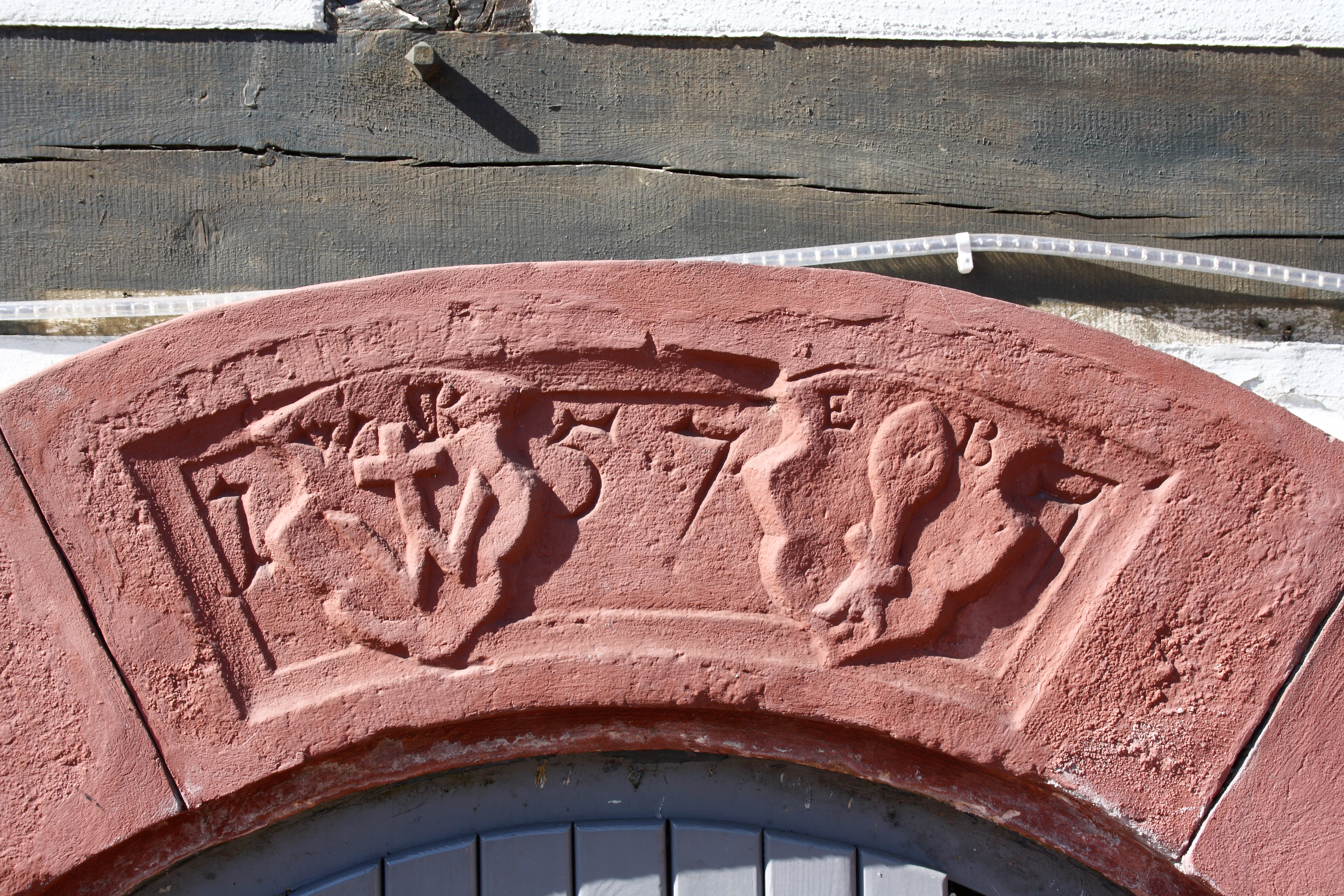
Wappen

Das Haus Wilhelmjstraße 5 in Usingen, einer Stadt im Hochtaunuskreis in Hessen, wurde 1577/1588 errichtet. Das Fachwerkhaus ist ein geschütztes Baudenkmal.
Wie das linke Nachbarhaus Wilhelmjstraße 3 wurde es durch Wendel Karter, den Verwalter des Zisterzienserinnenklosters Thron bei Wehrheim erbaut. Beide Häuser werden daher „Karter-Häuser“ genannt. Von der ursprünglichen Bausubstanz ist der Gewölbekeller mit dem Sandsteinportal erhalten. Es gehört damit zu den wenigen Gebäuden, die vor dem Stadtbrand von Usingen 1692 erbaut wurden. Der Aufbau ist die vereinfachte Rekonstruktion des ursprünglichen dreizonigen Gebäudes. Der Schlussstein des Gewölbes zeigt ein (ursprünglich farbiges) Wappen, die Initialen W K und E B und die Jahreszahl 1577. Der ursprüngliche Eckpfosten zum Schlossplatz hin trägt das Datum 2. Juni 1578. Eine dendrologische Untersuchung zeigte, dass dieser Balken 1577 geschlagen wurde.
Das Gebäude wird heute im Erdgeschoss als Rathauscafe genutzt. Die oberen Geschosse werden von der Stadtverwaltung genutzt.